# Gharnata
Gharnata (arab. غرناطة) – miejscowość w Syrii, w muhafazie Hims. W 2004 roku liczyła 5366 mieszkańców.